# Košarkarski klub Rogaška
Košarkarski klub Rogaška (tudi KK Rogaška) je slovenski moški košarkarski klub iz Rogaške Slatine. Ustanovljen je bil leta 1998.